# توماس هاريسون (كاتب)
توماس هاريسون (بالإنجليزية: Jim Harrison)‏ (و. 1937 – 2016 م) هو روائي، وكاتب سيناريو، وكاتب مقالات، وكاتب، وشاعر، وكاتب للأطفال أمريكي، ولد في غرايلينغ، كان عضوًا في الأكاديمية الأمريكية للفنون والآداب، والأكاديمية الأمريكية للفنون والعلوم، توفي في باتاغونيا، عن عمر يناهز 79 عاماً، بسبب نوبة قلبية.

## التعليم
تعلم في جامعة ولاية ميشيغان، في تخصص أدب مقارن، وتحصل منها على ماجستير في الآداب (حتى 1964).

## جوائز
حصل على جوائز منها:
- زمالة غوغنهايم
- جائزة جوزفين مايلز الأدبية لنادي القلم الدولي في أوكلاند [الإنجليزية]‏.

## وصلات خارجية
- توماس هاريسون على موقع IMDb (الإنجليزية)
- توماس هاريسون على موقع الموسوعة البريطانية (الإنجليزية)
- توماس هاريسون على موقع ألو سيني (الفرنسية)
- توماس هاريسون على موقع أول موفي (الإنجليزية)
- توماس هاريسون على موقع قاعدة بيانات الأفلام السويدية (السويدية)
- توماس هاريسون على موقع إن إن دي بي (الإنجليزية)
- توماس هاريسون على موقع قاعدة بيانات الفيلم (الإنجليزية)
- توماس هاريسون على موقع كينوبويسك (الروسية)